# Jimmy Morales
Pour les articles homonymes, voir Jimmy Morales et Morales.
Jimmy Morales, né James Ernesto Morales Cabrera le 18 mars 1969 à Guatemala, est un acteur, écrivain, producteur, réalisateur et homme d'État guatémaltèque.
Entré en politique en 2001, il devient secrétaire général du parti de droite Front de convergence nationale (FCN) en 2013. Vainqueur du second tour de l'élection présidentielle de 2015 face à la sociale-démocrate Sandra Torres, il est président de la République de 2016 à 2020.

## Origines, études, famille

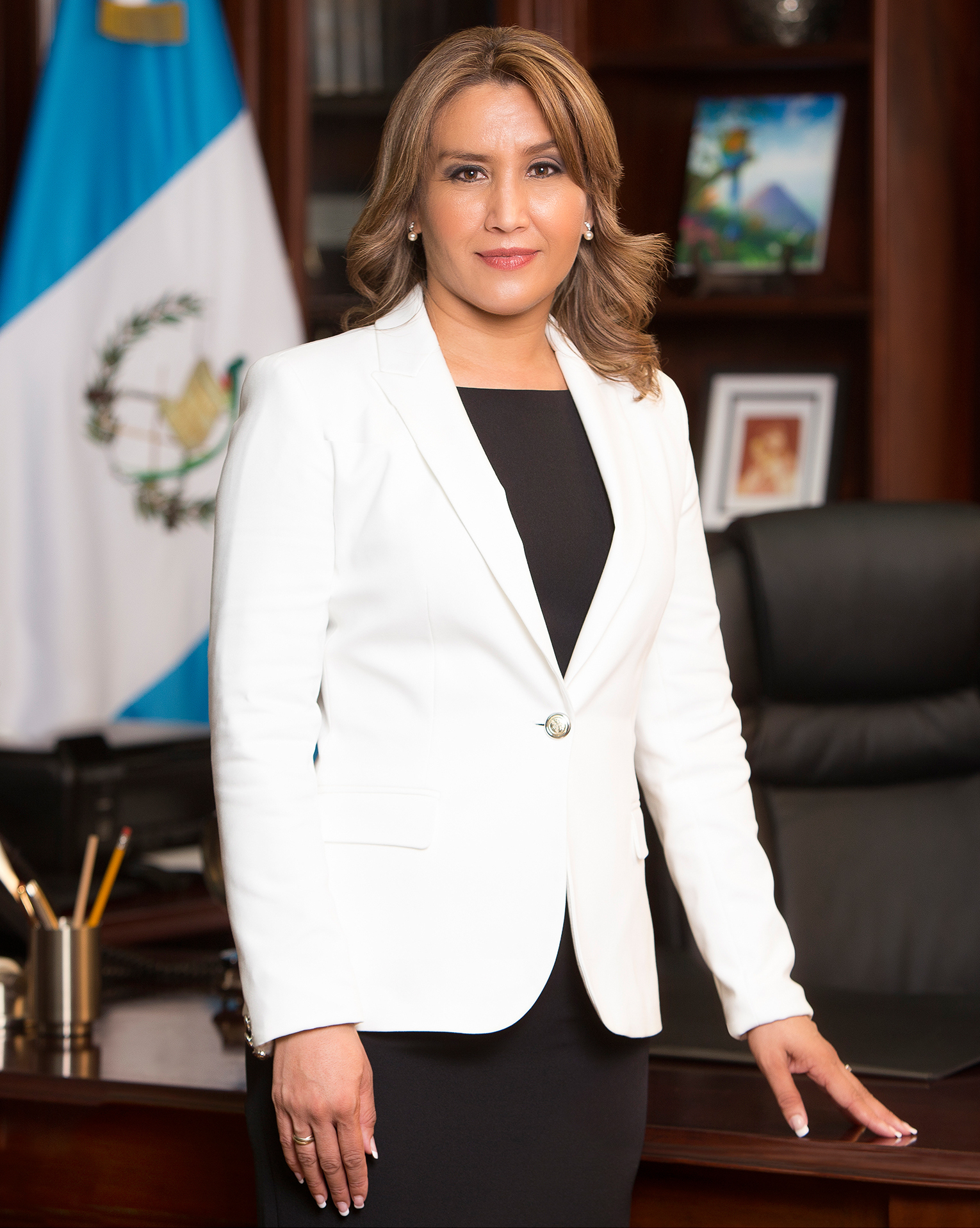
Patricia Marroquín, épouse de Jimmy Morales.

James Ernesto Morales Cabrera, qui change son nom le 23 février 2011 pour s'appeler Jimmy Morales, naît en 1969 à Guatemala. Il est le fils de José Everardo Morales Orellana et de Celíta Ernestina Cabrera Acevedo. Il est issu d'une famille pauvre et son père décède quand il a six ans. Il aide alors sa mère en vendant des bananes sur les marchés.
Il suit ses études à l'Institut évangélique d'Amérique latine (Instituto Evangélico América Latina - IEAL), où il obtient le diplôme d'expert-comptable. Il entre ensuite à la faculté des sciences économiques de l'universidad de San Carlos de Guatemala (USAC), où il obtient une licence en administration des entreprises. Il suit également une formation pour devenir enseignant en théologie au séminaire théologique baptiste. Il obtient un mastère en hautes études stratégiques avec une spécialisation en sécurité et défense à l'université Mariano Gálvez de Guatemala. Il conclut ses études universitaires avec un doctorat en sécurité stratégique de la faculté de Sciences juridiques et sociales de l'USAC.
En 2017, son fils José Manuel Morales et son frère Samuel Everardo Morales sont suspectés dans une affaire de fraude de plus de quatre millions de quetzales au Registre général de la propriété.

## Carrière professionnelle
Jimmy Morales travaille comme enseignant à la faculté de sciences économiques et à l'école des sciences de la communication de l'université de San Carlos de Guatemala.
Il fonde plusieurs entreprises de niveau national et international. Son œuvre la plus reconnue est le programme et concept « Maralejas »[Quoi ?] qui a été adapté aussi bien à la télévision qu'au cinéma. À la télévision, conjointement avec son frère Sammy Morales, il reste sur le devant de la scène pendant plus de quinze ans avec son programme « Moralejas ». Au cinéma, il produit et joue dans sept films :
- Manzana güena en noche buena
- La misteriosa herencia ;
- Detectives por error ;
- Ve que vivos ;
- Una aventura en el más allá ;
- Repechaje ;
- Gerardi ;
- Un presidente de a sombrero.

Il joue également le personnage principal du film de Alejo Crisóstomo, Fe (« foi » en français) et apparaît dans le film Looking for Palladin de Andrzej Krakowski (en).

## Parcours politique

### Candidature à la mairie de Mixco
Jimmy Morales a été candidat à la mairie de Mixco (département de Guatemala) lors des élections générales de 2011 pour le parti Action de développement national (Acción de Desarrollo Nacional - ADN). Il a obtenu la troisième place avec 13 045 votes, soit 7,95 % des voix.

### Secrétaire général du Front de convergence nationale
Le 10 mars 2013, lors de son assemblée nationale biennale, le Front de convergence nationale élit Jimmy Morales au poste de secrétaire général.

### Élection présidentielle de 2015
Le 17 mai 2015, Jimmy Morales est proclamé candidat à la présidence de la République pour les élections à venir au nom du parti Front de convergence nationale. Son colistier est Jafeth Cabrera Franco, ancien recteur de l'Université de San Carlos de 1994 à 1998.
À l'issue du premier tour de la présidentielle du 6 septembre 2015, Jimmy Morales arrive en tête avec 23,99 % des suffrages, devant l'ancienne épouse du président Colom, la social-démocrate Sandra Torres, qui obtient 19,76 % des votes, ce qui les qualifie tous deux pour le second tour. Il est élu 50e président de la république du Guatemala au second tour, le 25 octobre 2015, avec plus de 68 % des voix.
Il a basé sa campagne sur la lutte contre la corruption avec son slogan « Ni corrompu, ni voleur » et a ainsi profité de la vague d'exaspération qui traverse le pays à ce sujet. Son prédécesseur, Otto Pérez Molina, ainsi que l'ancienne vice-présidente, Roxana Baldetti, sont aujourd'hui en prison, accusés d'avoir organisé un réseau de corruption et d'avoir reçu 800 000 dollars en pots-de-vin. Son manque d'expérience en politique a ainsi pu être considéré par la population comme un gage d'honnêteté. Il a toutefois été soutenu par un parti controversé, le Front de convergence national, ouvertement accusé par Sandra Torres de « représente(r) la vieille garde de militaires douteux ». En effet, certains des militaires ayant fondé le parti sont accusés de violations des droits de l'Homme durant la guerre civile (1960-1996).

### Président de la République
Son investiture a lieu le 14 janvier 2016, date à laquelle il prête serment et succède à Alejandro Maldonado comme président de la république du Guatemala.
En mars 2017, des manifestations éclatent pour exiger sa démission après un incendie meurtrier dans un foyer pour enfants, qui avait fait 39 morts. Le gouvernement est accusé par les manifestants de ne pas se soucier du sort des défavorisés et de cacher des informations au sujet de cet incendie.
D'après l'universitaire Simon Bertrand « les quatre années du gouvernement Morales ont démontré toute l’influence des réseaux d’ex-généraux et d’une élite économique qui tirent les ficelles du pays depuis des années (...). Dès son arrivée au pouvoir, Morales a fait se succéder les décisions favorables à ce pouvoir de l’ombre en adoptant à la hâte des projets de loi afin d’assouplir les normes du travail déjà très laxistes du pays. »
En 2019, Amnesty international s’inquiète de la détérioration de la situation des défenseurs des droits humains et de la liberté d’expression dans le pays : « En plus des menaces et intimidations continues et des discours stigmatisants [de la part des autorités publiques] reproduits dans les médias et les réseaux sociaux qui prétendent rendre illégitime leur travail, l’Unité de protection des défenseuses et défenseurs des droits humains a recensé une augmentation des assassinats en 2018, avec un chiffre record de 24 personnes défenseuses assassinées. »

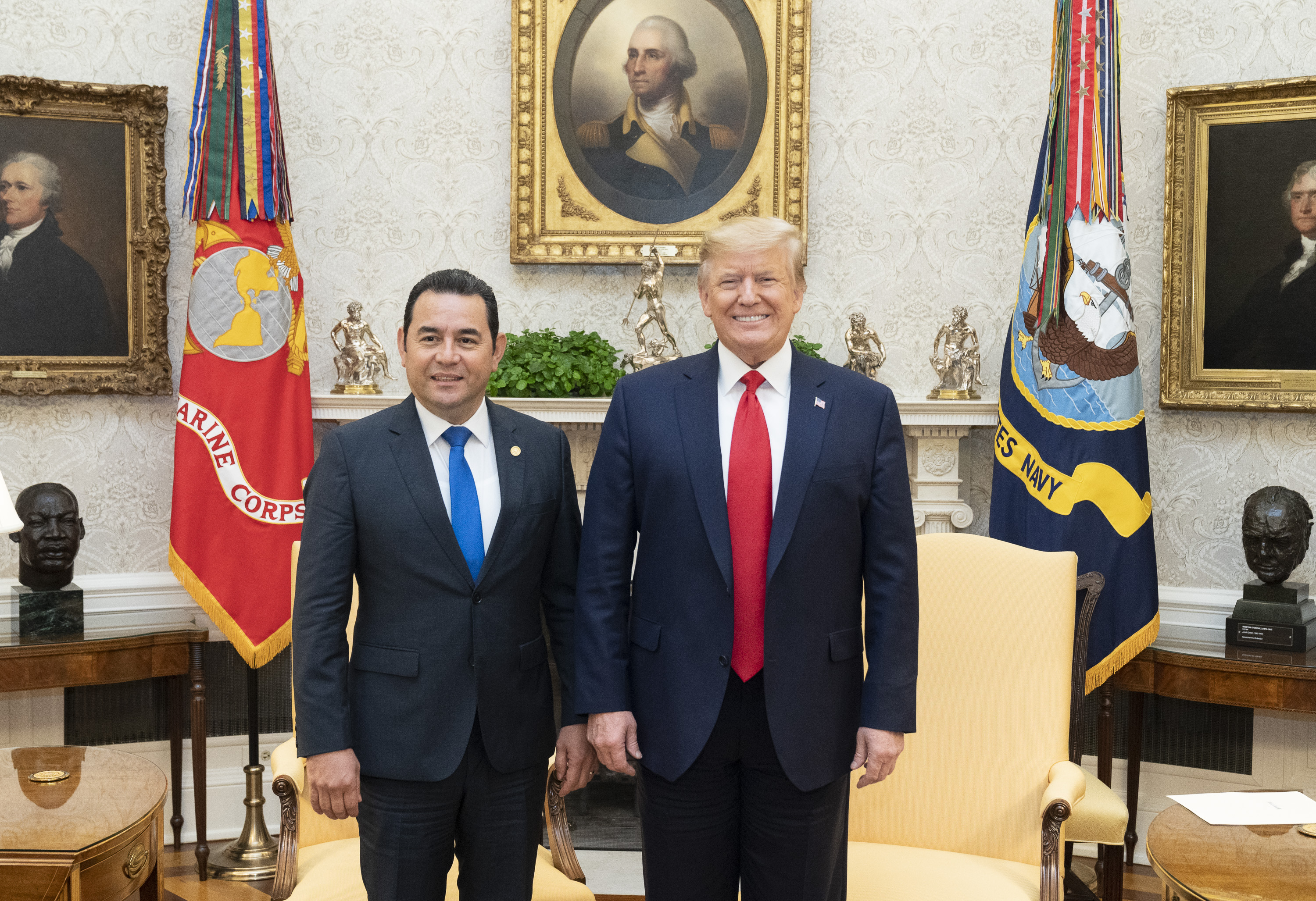
Morales avec Donald Trump en 2019.

Un groupe de personnalités politiques et d'hommes d'affaires proches de Jimmy Morales paient en 2018 une société de lobbying aux États-Unis, notamment pour soigner les rapports entre le gouvernement guatémaltèque et l'administration Trump. Sur les questions de politique internationale, son gouvernement a notamment déplacé son ambassade en Israel à Jérusalem, réaffirmé son engagement diplomatique et commercial avec Taïwan au détriment de la Chine, et rompu ses relations avec le Venezuela. Il signe un accord en juillet 2019 avec les États-Unis sur la question migratoire. Il approuve le renversement du président bolivien Evo Morales en novembre 2019.

### Accusations de corruption
En septembre 2017, il est découvert qu’il percevait secrètement chaque mois des Forces armées une « prime de risque » de 7 300 dollars (une augmentation irrégulière de son salaire de 33 %). Il est par ailleurs mis en cause pour le financement illicite de sa campagne électorale de 2015. Le Congrès refuse cependant de lever son immunité dans ces deux affaires.
Le gouvernement met fin en janvier 2019 à la mission de la Commission internationale contre l'impunité au Guatemala (CICIG), qu'il accuse d'avoir outrepassé son mandat au détriment de la souveraineté nationale, et expulse du Guatemala le président de la commission. La CICIG réclamait notamment la levée de l'immunité présidentielle pour enquêter sur les soupçons de financement électoral illicite pendant la campagne électorale de 2015.  
Il abroge l’article 407 du Code pénal, en vertu duquel les membres du Congrès peuvent être poursuivis pour financement électoral illégal. Cette décision, très impopulaire, provoque des manifestations contre le « pacte des corrompus » entre élus et entreprises. Le gouvernement réagit en déployant l’armée dans les rues.

### Allégations d'abus sexuels
En 2015, une plainte est déposée contre lui pour agression sexuelle et menaces. 
En 2018, l'ancien ministre Edgar Gutiérrez fait porter les plaintes de deux fonctionnaires pour agressions sexuelles. Il indique avoir également connaissance de huit autres cas d'agressions sexuelles commis par le président.

## Après la présidence
Les procureurs chargés des enquêtes sur Jimmy Morales avaient des mandats d'arrêt prêts à être délivrés dès que le président aurait quitté ses fonctions et perdu son immunité, mais celui-ci les a devancés en prêtant serment avant même la fin de son mandat présidentiel en tant que membre du Parlement centraméricain, un organe législatif régional auquel les anciens présidents ont droit et qui leur accorde l'immunité face aux enquêtes judiciaires.